# Simfonia núm. 3 (Khatxaturian)
La Simfonia núm. 3 en mi menor, op. 67, d'Aram Khatxaturian, subtitulada Simfonia–Poema, va ser composta l'any 1947 per al 30è aniversari de la Revolució Russa i es va estrenar a Leningrad el 13 de desembre a càrrec de la Filharmònica de Leningrad dirigida per Ievgueni Mravinski.
Va ser la seva última aportació al gènere. Originalment concebut com un poema simfònic, és una simfonia d'un sol moviment que inclou un solo d'orgue i quinze trompetes, concebuda com un himne de lloança de la Unió Soviètica, amb Khatxaturian dient que «volia que aquesta obra expressés l'alegria i l'orgull del poble soviètic pel seu gran i poderós país». Tanmateix, l'estil cru i estrident de l'obra, que s'ha relacionat amb l'avantguarda constructivista soviètica dels anys vint, i l'estructura i la instrumentació poc ortodoxes van descontentar les autoritats culturals estalinistes, i va ser condemnada com a formalista en el decret de Jdànov de 1948.

## Discografia
- Orquestra Simfònica de Chicago - Leopold Stokowski. Segell vermell de RCA, 1969.
- Filharmònica de Moscou – Kirill Kondrashin, G. Grodberg, organista. Melodiya, data desconeguda, ca. 1960)[4]
- Filharmònica de Leningrad – Ievgueni Mravinski. Melodiya, 1983.
- Filharmònica Armènia - Loris Tjeknavorian. ASV, 1993.
- BBC Philharmonic – Fedor Glushchenko. Chandos, 1993.[5]